# Ayano Ōmoto
Ayano Ōmoto (大本 彩乃 Ōmoto Ayano?), más conocida como Nocchi (のっち?) (Fukuyama, Prefectura de Hiroshima, 20 de septiembre de 1988), es una cantante japonesa, miembro del grupo de j-pop Perfume.

## Biografía
Ōmoto nació en la ciudad de Hiroshima, en la prefectura del mismo nombre, el 20 de septiembre de 1988. Allí recibió clases en el Colegio de Actores de Hiroshima con sus amigas Ayaka Nishiwaki y Yuka Kashino, componentes actuales del grupo musical Perfume. Ella fue matriculada en la clase avanzada de canto, mientras que Nishiwaki y Kashino lo fueron en la de principiantes.
Ōmoto no fue miembro de la formación original del grupo, sino que ocupó a partir de finales del año 2000 la vacante dejada por Yūka Kawashima, que había decidido abandonar el grupo para centrarse en sus estudios.